# Le Démon volant
Le Démon volant (en russe : Демон летящий) est une toile du peintre russe Mikhaïl Vroubel inachevée. Réalisée en 1899, elle fait partie de la série des tableaux sur Le Démon, le poème de Mikhaïl Lermontov. 

## Histoire de la composition
Vroubel est revenu sur le sujet du Démon huit ans après avoir peint son tableau Le Démon et Tamara. Il n'a pas fini Le Démon volant pour des raisons inconnues. Le peintre s'est éloigné des proportions académiques, ce qui rend l'image difficile à lire : la relation entre le torse, la tête, les ailes est peu claire,. Ce démon a les yeux bleus, signe d'un don surnaturel de visionnaire. Les montagnes lointaines paraissent petites, ce qui renforce la taille impressionnante du personnage. Les dimensions soulignent la volonté démoniaque de puissance et de liberté.

## Sujet
Le Démon

« L'exilé de l'Éden volait 

Sur les hauts sommets du Caucase 

Où, tel un diamant, brillait, 

Couvert de neiges qui s'embrasent, 

Kazbek; où Darial se faufile, 

Pareil à quelque noir reptile. »

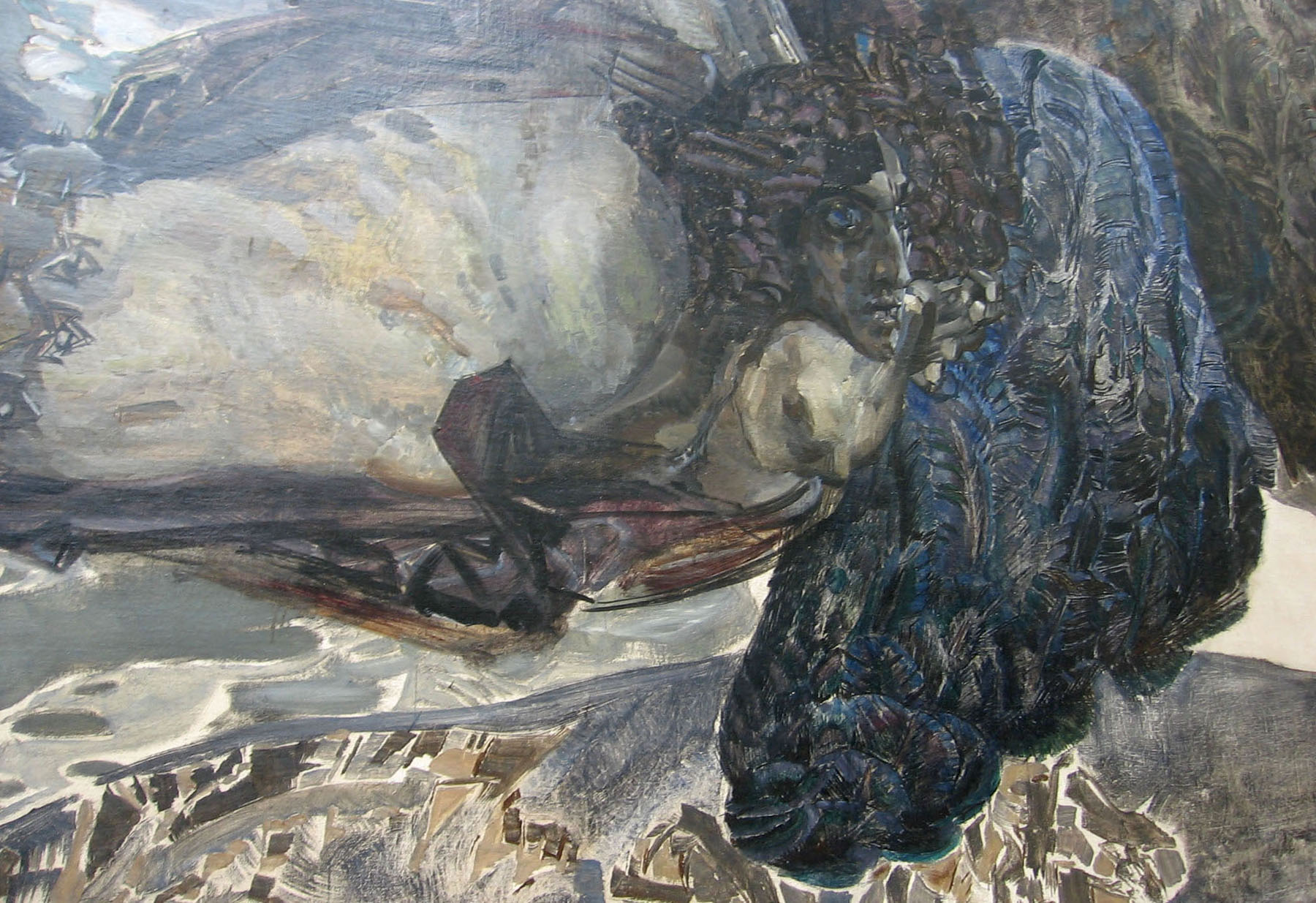
fragment de la toile Le Démon volant, 1899

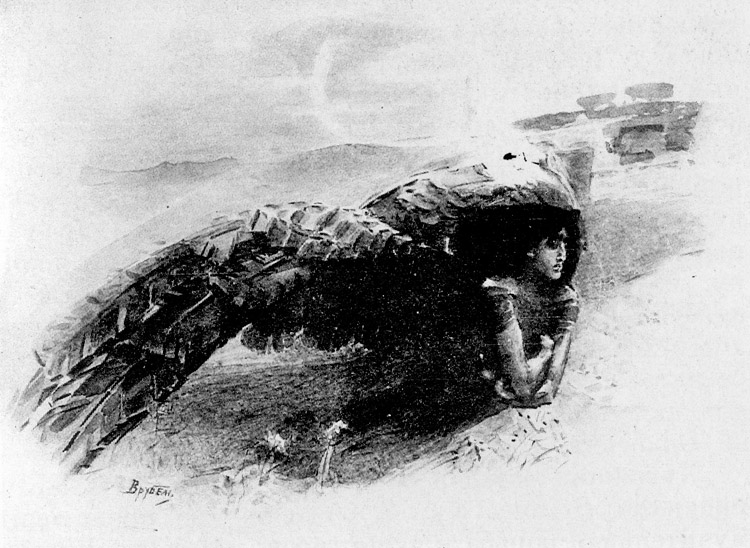
Aquarelle de Vroubel, le Démon volant, 1891

– Mikhaïl Lermontov, Le Démon, Partie III
, 

## Description
Le tableau représente le démon volant au dessus du Caucase. Le fond de la toile représente le sommets enneigés des montagnes, une rivière aux flots tumultueux qui semble être le Terek. Le démon est vêtu d'une tunique marron, attachée par une ceinture. Les tons sont brun sombre, le style est abstrait. Beaucoup de détails sont manquants ou seulement esquissés, ce qui rend la toile difficile à interpréter et les intentions de l'auteur peu claires.  

## Sources
- (ru) Cet article est partiellement ou en totalité issu de l’article de Wikipédia en russe intitulé « Демон летящий » (voir la liste des auteurs).